# Ігорс Корабльовс
Ігорс Корабльовс (латис. Igors Korabļovs, нар. 23 листопада 1974, Рига) — латвійський футболіст, фланговий півзахисник, захисник клубу «Гулбене».
Насамперед відомий виступами за клуб «Вентспілс», а також національну збірну Латвії.

## Клубна кар'єра
У дорослому футболі дебютував 1994 року виступами за команду клубу «Олімпс», в якій провів один сезон, взявши участь у 43 матчах чемпіонату. 
Згодом з 1996 по 2000 рік грав у складі команд клубів «Даугава» (Рига) та «Рига».
Своєю грою за останню команду привернув увагу представників тренерського штабу клубу «Вентспілс», до складу якого приєднався 2001 року. Відіграв за клуб з Вентспілса наступні три сезони своєї ігрової кар'єри. Більшість часу, проведеного у складі «Вентспілса», був основним гравцем команди.
Протягом 2005—2010 років захищав кольори клубів «Юрмала-VV», «Кривбас», «Рига» та «Даугава» (Рига).
До складу клубу «Гулбене» приєднався 2010 року. Наразі встиг відіграти за клуб з Гулбене 41 матч в національному чемпіонаті.

## Виступи за збірну
У 1998 році дебютував в офіційних матчах у складі національної збірної Латвії. Наразі провів у формі головної команди країни 21 матч.
У складі збірної був учасником чемпіонату Європи 2004 року у Португалії.

## Досягнення
- Володар Кубка Латвії:

Олімпія: 1994
Рига: 1999
Вентспілс: 2003, 2004